# تنوير أحمد (لاعب كريكيت)
تنوير أحمد (بالبلوشية: تنويراحمد؛ مواليد 20 ديسمبر 1978) هو لاعب كريكيت باكستاني سابق ولد في الكويت. تنوير هو لاعب متخصص بشكل رئيسي في الرميات السريعة. لعب لصالح باكستان في مباراة من الدرجة الأولى ضد ورشيسترشاير في جولة إنجلترا عام 2010 تم اختياره لاحقًا للعب في الاختبار الثاني في سلسلة مباريات باكستان على أرضها عام 2010 ضد جنوب إفريقيا في الإمارات العربية المتحدة حيث حقق ستة ويكيت (6/120) خلال الجولة الأولى.

## النشأة
وُلِد في الكويت، لكن عائلته عادت إلى كراتشي بسبب حرب الخليج، وبدأ أولاً بلعب الكريكيت في شوارع المدينة في سن الرابعة عشرة. 

## يوم دولي واحد
شارك تانفير لأول مرة في بطولة مباريات اليوم الدولي الواحد في 2 مايو 2011 في المباراة الدولية الرابعة ليوم واحد ضد جزر الهند الغربية، إلى جانب عثمان صلاح الدين، حيث حقق ويكيت واحد مقابل 45 جولة من 6 أشواط.

## وصلات خارجية
- تنوير أحمد على ESPNcricinfo